# PC Gamer
PC Gamer — международный (изначально англоязычный) журнал о компьютерных играх, ежемесячно выпускаемый издательством Future plc. Две основные версии журнала — британская и американская, издаваемые с 1993 и 1994 годов соответственно — стали наиболее продаваемыми изданиями об играх на PC в своих соответствующих странах. Помимо вышеозначенных, существовали и существуют различные региональные версии журнала; русскоязычная версия журнала выпускалась в 2003—2008 годах.
Материалы журнала включают в себя новости игровой индустрии и рецензии на вновь изданные игры, а также материалы на темы аппаратного обеспечения, «классических» игр и тому подобных.

## Система оценок
Рецензии на PC Gamer пишутся как редакторами журнала, так и независимыми писателями; оценка игр ведётся в процентом исчислении со 100 % как наивысшей оценкой. За всю историю публикаций британской версии наивысшие оценки были поставлены в значении 96 % (Kerbal Space Program, Civilization II, Quake II, Half-Life, Half-Life 2, Spelunky и Minecraft); наинизшая оценка в 2 % была присуждена проекту Big Brother — лауреату премии «Спутник» за 1999 год в категории «Лучший интерактивный продукт»; сиквел Big Brother под названием Big Brother 2 совсем не получил оценки; как писали обозреватели, в написание рецензии на эту игру было вложено «столько же усилий, сколько было вложено в разработку самой игры». В истории публикаций американской версии соответствующая оценка равняется 98 % (Sid Meier's Alpha Centauri, Half-Life 2 и Crysis); наинизшая оценка в 4 % процента была поставлена игре Mad Dog McCree.